# Live By Request
A Live By Request című DVD a Bee Gees együttes 2001. április 27-én, a New York-i Manhattan Centerben, az A&E slágertelevízió Live By Request című sorozatában elhangzott dalait tartalmazza.

## Az album dalai
1. This Is Where I Came In – 4:12
2. She Keeps On Coming – 6:30
3. Sacred Trust – 5:03
4. Man In The Middle – 4:51
5. Massachussetts – 5:51
6. To Love Somebody – 4:09
7. I Started A Joke – 4:30
8. Jive Talkin' – 6:17
9. How Can You Mend A Broken Heart  – 5:26
10. I've Gotta Get A Message To You – 6:31
11. Medley: New York Mining Disaster 1941 / Run To Me / Too Much Heaven / Islands In The Stream  / Holiday / Woman In Love / Guilty / Nights On Broadway – 15:03
12. Wedding Day – 5:48
13. Lonely Days – 4:54
14. How Deep Is Your Love – 4:31
15. You Should Be Dancing – 5:52

## Közreműködők
- Bee Gees

## A számok rögzítési helye, ideje
2001. április 27. New York, Manhattan Center